# Pacific Tigers

Alex G. Spanos Center

Pacific Tigers (español: Tigres del Pacífico) es el equipo deportivo de la Universidad del Pacífico, situada en Stockton, en el estado de California. Los equipos de los Tigers participan en las competiciones universitarias organizadas por la NCAA, y forman parte de la Big West Conference desde 1972. con anterioridad formaban parte de la West Coast Conference.

## Apodo y mascota
El apodo de Tigers se adoptó por primera vez en el otoño de 1908, cuando el rugby reemplazó al fútbol americano dentro del programa deportivo de la universidad. Surgió del hecho de que tanto las camisetas como las medias que utilizaban los jugadores eran de color naranja con franjas negras, lo cual les daba la apariencia de tigres. Eligieron esos colores porque así les resultaba más sencillo el identificar a los compañeros en el terreno de juego. A pesar de no ser reconocido oficialmente por la institución, a partid de 1914 el término ya era usado tanto en los periódicos estudiantiles como en la prensa local. Pero el nombre no fue oficial hasta 1925, cuando la Asociación de Estudiantes lo decidió.
La mascota es un tigre llamado desde 1999 Powercat, fecha en la que además se actualizó también el logotipo del equipo. Ésta ha venido evolucionando desde 1914, cuando se presentaba un tigre fiero, hasta nuestros días, cuando la imagen es mucho menos agresiva.

## Programa deportivo
Los Tigers participan en las siguientes modalidades deportivas:
| - Masculino - Baloncesto - Béisbol - Golf - Tenis - Natación - Waterpolo - Voleibol | - Femenino - Baloncesto - Cross - Voleibol - Waterpolo - Fútbol - Hockey sobre hierba - Softball - Tenis - Natación |

### Baloncesto
El equipo masculino de baloncesto de los Tigers ha ganado en 5 ocasiones la temporada regular de la Big West Conference, imponiéndose además en el torneo en otras 4 temporadas. Ha jugado en 8 ocasiones la Fase Final de la NCAA, la última de ellas en 2006, obteniendo su mejor resultado en 1967, cuando llegaron a las puertas de la Final Four, siendo eliminados por UCLA, que a la postre serían los campeones.
Un total de 7 jugadores de los Tigers han llegado a jugar en la NBA, siendo el más destacado el nigeriano Michael Olowokandi, que ha disputado 9 temporadas, y que fue elegido número 1 del Draft de la NBA de 1998.

### Otros deportes
Los mejores resultados en el resto de deportes los han logrado en voleibol femenino, ganando en dos ocasiones el título nacional. Hasta 1995 tenían equipo de fútbol americano, pero desapareció del programa en esa fecha.

## Instalaciones deportivas
- Alex G. Spanos Center. Es el pabellón donde se disputa el baloncesto. Fue construido en el año 1981 con un coste de 7 millones de dólares. Tiene una capacidad para 6.150 espectadores, extensibles hasta las 8.000.[5]
- Amos Alonzo Stagg Memorial Stadium. Es el estadio donde se disputa el fútbol masculino y femenino. Conocido anteriormente como Pacific Memorial Stadium, fue construido en 1950. Tenía originalmente una capacidad para 35.975 espectadores, pero diversas remodelaciones la han reducido a 28 000.[6]
- Klein Family Field. es el primer estadio de béisbol situado dentro de los límites del campus de la universidad desde 1951. Fue construido en 2006, gracias a una importante donación de la familia Klein. tiene una capacidad para 2.500 espectadores.[7]